# Benedetto Della Vedova
Benedetto Della Vedova (Sondrio, 3 aprile 1962) è un politico italiano, già segretario nazionale di +Europa.
È stato presidente dei Radicali Italiani (2001-2003) e leader del movimento dei Riformatori Liberali (2005-2009); precedentemente è stato europarlamentare dal 1999 al 2004, deputato dal 2006 al 2013, senatore dal 2013 al 2018 e sottosegretario di Stato al Ministero degli esteri nei governi Renzi, Gentiloni e Draghi.

## Biografia
Nato a Sondrio ma cresce a Tirano (Sondrio), prima di trasferirsi a Milano, dove si laurea in discipline economiche e sociali all'Università commerciale Luigi Bocconi. È stato ricercatore dal 1987 al 1990 presso l'Istituto per l'Economia delle fonti di energia e dal 1990 al 1996 presso l'Istituto di ricerca della Regione Lombardia.

### Impegno con Marco Pannella

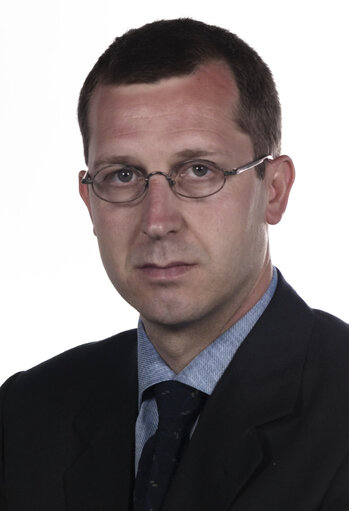
Della Vedova europarlamentare

Il suo impegno politico inizia nel 1994, quando diventa Segretario nazionale e tesoriere del movimento dei Club Marco Pannella-Riformatori. Alle elezioni politiche del 1994 si candida alla Camera nel collegio uninominale Milano 3, ottenendo il 4,15% e attestandosi in ultima posizione; si presenta anche alle elezioni europee del 1994 per la circoscrizione Italia nord-occidentale, ottenendo 1.065 preferenze, insufficienti per l'elezione. Dal 1997 al 1999 è dirigente della Lista Pannella.
Alle elezioni regionali in Lombardia del 1995 si candida per la provincia di Sondrio con la lista Pannella-Riformatori, con 488 preferenze, ma non riesce a ottenere seggi, dato che la coalizione con il Fronte Autonomista consegue l'1,93%.
Il 27 agosto 1995 partecipa alla cessione gratuita di hashish a Roma - Porta Portese, in protesta contro la criminalizzazione delle droghe leggere. Il 10 maggio 2000 viene condannato per questo a 4 mesi di reclusione, confermati dalla Cassazione il 20 gennaio 2003.
Alle elezioni del 26 ottobre 1997 indette dalla Lega Nord per la costituzione del Parlamento del Nord è candidato all'interno della Lista Pannella antiproibizionista e referendaria e viene eletto.
Alle elezioni europee del 1999 viene candidato ed eletto con 3.973 preferenze per la circoscrizione Italia nord-occidentale nella Lista Emma Bonino al Parlamento europeo fino alla fine del mandato nel 2004.
Alle elezioni regionali in Lombardia del 2000 è candidato dalla Lista Pannella-Bonino come presidente della Regione, conseguendo il 3,32% dei voti e ottenendo un seggio in Consiglio regionale per la provincia di Bergamo insieme a Lorenzo Strik Lievers (Varese) e Alessandro Litta Modignani (Milano).
Alle elezioni politiche del 2001 si candida alla Camera nel collegio uninominale Milano 1, arrivando terzo con il 6,21%; è capolista nella circoscrizione Lombardia 1 e nella circoscrizione Lombardia 2, ma la lista Pannella-Bonino ottiene il 2,24% a livello nazionale e non ottiene seggi.
Alle elezioni europee del 2004 si ricandida per la circoscrizione Italia nord-occidentale e ottiene 3365 preferenze, non abbastanza per essere rieletto, dato il 2,25% a livello nazionale della Lista Emma Bonino.
Nel 2005 è stato nominato dal terzo governo Berlusconi membro del Consiglio nazionale dell'economia e del lavoro (CNEL), un ente pubblico a carattere consultivo formato da 121 membri.
È commentatore per il quotidiano di economia e finanza Il Sole 24 Ore ed è editorialista del settimanale La Provincia di Sondrio e del quotidiano telematico L'Occidentale. Dal febbraio 2005 cura la rubrica Un libro, un caso sul Corriere Economia; collabora con Il Foglio e ha condotto su Radio Radicale la trasmissione Catallassi (interviste-conversazioni sull'economia in onda il sabato mattina).
Dopo la decisione del partito dei Radicali Italiani di perseguire un'alleanza radical-socialista all'interno del centrosinistra italiano insieme ai Socialisti Democratici Italiani, che si concretizzerà nella Rosa nel Pugno, Della Vedova decide di lasciare i Radicali, pur rimanendo iscritto al Partito Radicale Transnazionale.

### I Riformatori Liberali nella CdL
Della Vedova, ritenendo che il posto più adatto alle istanze radicali e liberali fosse il centrodestra, ha deciso di fondare, assieme agli ex deputati Marco Taradash e Giuseppe Calderisi ed a Carmelo Palma, il movimento dei Riformatori Liberali, facendo immediatamente aderire il nuovo soggetto politico alla Casa delle Libertà, coalizione all'interno della quale i candidati di RL si presenteranno alle elezioni politiche del 2006. Candidato come indipendente nelle liste di Forza Italia nella circoscrizione Piemonte 1, Della Vedova risulta l'unico eletto dei Riformatori Liberali (i quali avevano presentato proprie liste al Senato) ed aderisce al gruppo parlamentare di Forza Italia.
Come membro della Commissione Finanze e nella sua attività da parlamentare ha portato avanti nella XV legislatura alcune battaglie liberali, in particolar modo legate al settore economico. Il 12 giugno 2007, durante una seduta della Camera dei deputati, un suo emendamento al DDL sulle liberalizzazioni del Ministro Bersani concernente la possibilità per le librerie di praticare sconti sul prezzo dei libri oltre l'attuale limite del 15%, ha fatto andare sotto la maggioranza di Governo, che si era espressa negativamente circa la sua proposta.
Ad ottobre 2007 tiene un intervento alla Commissione Ambiente del Congresso americano, a Washington, nel corso del quale ha espresso le sue posizioni critiche nei confronti del protocollo di Kyoto. Nel corso della visita a Washington, ha esposto il caso della emergenza fiscale italiana all'American for Tax Reform di Grover Norquist. Inoltre ha sostenuto e lanciato con forza la proposta (divenuta bipartisan) di invitare il Dalai Lama Tenzin Gyatso a parlare al Parlamento, in antitesi con le violazioni dei diritti umani in Cina.
Con la creazione del partito unico del centrodestra, Il Popolo della Libertà, Della Vedova ed i Riformatori Liberali decidono di aderirvi.

### Libertiamo, PdL e Futuro e Libertà per l'Italia
In occasione delle elezioni politiche del 2008, Della Vedova viene rieletto alla Camera nelle liste del Popolo della Libertà nella circoscrizione Piemonte 1.
Dopo aver lanciato l'idea di una fondazione liberale interna al PdL (Sul terreno dell'economia e della bio-politica - spiega all'indomani delle elezioni - vogliamo competere sul mercato delle idee con altri soggetti che stanno prevalendo), nel marzo del 2009 fonda insieme ad Antonio Martino, Carmelo Palma, Sofia Ventura, Piercamillo Falasca, Mario Seminerio ed altri, l'associazione Libertiamo, di cui viene eletto presidente.
In Parlamento è stato il promotore della istituzione della Legge annuale per la concorrenza, un provvedimento teso a recepire nella normative le segnalazione delle autorità indipendenti in materia di ostacoli normativi al libero svolgimento dei mercati.
Nel 2008 è tra i cofirmatari della proposta di legge di modifica dell'articolo 251 del codice civile. Obiettivo di questo intervento legislativo è quello di permettere il riconoscimento dei figli incestuosi eliminando il relativo divieto.
Nel corso del 2009 Della Vedova si avvicina alle posizioni di Gianfranco Fini, cofondatore del PdL e presidente della Camera, soprattutto in materia di laicità delle istituzioni, immigrazione, rinnovamento del sistema dei partiti e aderisce a Generazione Italia.
Dopo la creazione del nuovo gruppo parlamentare Futuro e Libertà e quindi dopo la scissione dal partito Popolo della Libertà nel 30 luglio 2010 è deputato del neogruppo finiano. L'8 agosto 2010 rilancia pubblicamente il dibattito sullo status giuridico delle unioni di persone dello stesso sesso e preannuncia una iniziativa a carattere parlamentare finalizzata al riconoscimento. Propone altresì di riformare la "Legge 40" recante norme in materia di procreazione medicalmente assistita ritenendo necessaria una revisione della legge recependo le indicazioni della Corte Costituzionale.
Il 4 agosto è eletto vicecapogruppo del nuovo gruppo alla Camera dei Deputati mentre il 13 febbraio 2011, dopo l'assemblea costituente di FLI, viene designato come Capogruppo di Futuro e Libertà per l'Italia alla Camera dei Deputati.

### Elezione a senatore
Alle elezioni politiche del 2013 viene candidato al Senato della Repubblica. nella circoscrizione Lombardia all'interno della lista Con Monti per l'Italia, venendo eletto senatore e, con lo scioglimento di FLI, aderisce a Scelta Civica, di cui poi diventa portavoce politico fino alla primavera del 2014. Fino al febbraio 2014 fa parte di numerosi organi parlamentari, tra i quali il Comitato parlamentare per i procedimenti di accusa e le commissioni permanenti Industria, commercio e turismo e Lavori pubblici e comunicazioni.
Il 6 febbraio 2015, quando sei membri del gruppo al Senato di Scelta Civica annunciano la loro adesione al Partito Democratico, Della Vedova annuncia la sua iscrizione insieme a Mario Monti al gruppo misto (formalizzata il 26 febbraio, dopo l'effettivo scioglimento del gruppo di SC). L'8 febbraio, al primo Congresso Nazionale di Scelta Civica presenta una mozione per lo scioglimento di SC. Prima della votazione che elegge alla segreteria il Sottosegretario al MEF, Enrico Zanetti, dichiara l'abbandono di Scelta Civica.

### Sottosegretario agli Affari esteri
In seguito alla fine del governo di Enrico Letta per volere del neo-segretario del PD Matteo Renzi per diventare Presidente del Consiglio, e alla seguente nascita del suo governo, il 28 febbraio 2014 viene nominato dal Consiglio dei ministri sottosegretario di Stato al Ministero degli affari esteri e della cooperazione internazionale, affiancando il ministro del PD Federica Mogherini prima e Paolo Gentiloni poi; gli vengono assegnate le deleghe relative alle Relazioni Bilaterali con i Paesi dell'Europa, dei Balcani, dell'Asia, dell'Oceania e del Pacifico oltre a gestire le materie inerenti all'Integrazione Europea.
In merito a quest'ultima delega, il 10 novembre 2014 ha incontrato il ministro per l'integrazione Europea serbo Jadranka Joksimovic per sostenere l'apertura dei negoziati per l'adesione del paese all'Unione europea.
Nel novembre dello stesso anno si è recato assieme al sottosegretario per gli Affari Europei Sandro Gozi in Israele dopo l'attentato alla Sinagoga per manifestare piena solidarietà nei confronti del paese e la condanna verso gli attentatori.
Ha aperto alla Farnesina i lavori del Meeting europeo per i diritti delle persone LGBT, organizzato dal Consiglio Interministeriale per i Diritti Umani. In questa sede ha affermato che vi è "ancora molto da fare contro la discriminazione" nei confronti di queste comunità.
Durante il semestre di Presidenza italiana dell'Unione Europea ha presieduto la prima riunione del Gruppo di lavoro sui crimini d'odio e il quarto Consiglio di Cooperazione con il Tagikistan.
Il 25 novembre 2014 inaugura, in qualità di rappresentante del governo italiano, il Consolato Generale d'Italia a Ho Chi Min City in Vietnam.
Il 9 marzo 2015 interviene alla 59ª Sessione della Commissione ONU sulla condizione femminile, alla presenza del Segretario Generale ONU Ban Ki-Moon e del Presidente dell'Assemblea Generale ONU Sam Kutesa, affermando. "L'Italia è sempre stata in prima linea nella lotta contro ogni pratica dannosa, quali le mutilazioni genitali femminili e i matrimoni precoci e forzati. Entrambe queste pratiche costituiscono una violazione dei diritti umani fondamentali e un impedimento allo sviluppo e non possono essere giustificate per ragioni culturali o tradizionali".
Con la nascita del governo presieduto da Paolo Gentiloni, il 29 dicembre 2016 viene confermato sottosegretario agli Affari esteri. Con il cambio di governo variano anche le deleghe del sottosegretario che si occuperà di relazioni bilaterali con Canada e Messico, con i Paesi dell'Asia, Oceania e Pacifico, con i Paesi del Caucaso e dell'Asia centrale, ed infine questioni relative all'internazionalizzazione delle imprese.

### Nuovo percorso con +Europa di Emma Bonino e la nomina a Sottosegretario

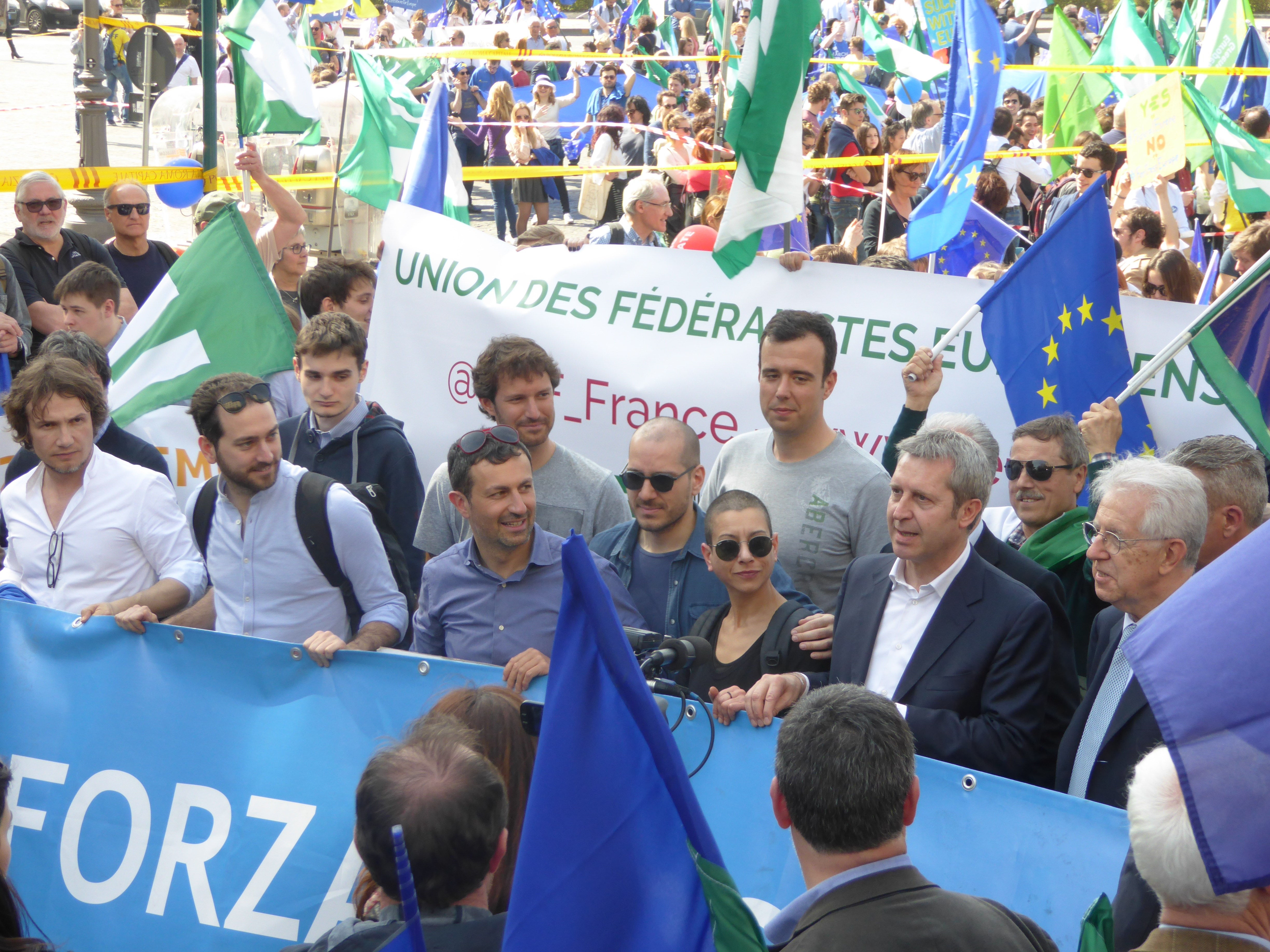
Della Vedova ad una manifestazione con i militanti di Forza Europa nel 2017 a Roma

L'11 febbraio 2017 a Milano lancia Forza Europa alla presenza di Mario Monti, Francesco Rutelli, dei radicali Emma Bonino e Marco Cappato, del sindaco di Bergamo Giorgio Gori, del liberale Carlo Scognamiglio, dei deputati Gianfranco Librandi, Andrea Mazziotti e Stefano Dambruoso dei Civici e Innovatori. Alle successive iniziative partecipano anche l'ex Premier Enrico Letta, il ministro Carlo Calenda, l'ex sindaco di Milano Giuliano Pisapia, lo scrittore Roberto Saviano, i deputati Giampaolo Galli, Lia Quartapelle e Marco Meloni del PD, Massimo Artini di Alternativa Libera, Mara Mucci dei Civici e Innovatori e Angelo Bonelli dei Verdi.
Insieme ai fedelissimi Piercamillo Falasca e Carmelo Palma (già con lui nei Riformatori Liberali) il 23 novembre 2017 a Roma presso il Grand Hotel De La Minerve presenta + Europa, formazione europeista nata dalla convergenza con i Radicali Italiani di Emma Bonino, Riccardo Magi (segretario) e Antonella Soldo (presidente). Questi ultimi il 5 dicembre manifestano di fronte a Palazzo Chigi per chiedere una norma che modifichi le regole sulla raccolta firme necessarie a presentarsi alle imminenti elezioni politiche. Di fronte alla minaccia della Bonino di non partecipare alla coalizione di centro-sinistra, a inizio gennaio Bruno Tabacci mette a disposizione il simbolo di Centro Democratico così da esentare + Europa dalla raccolta firme avendo lui formato un gruppo in Parlamento dopo le elezioni del 2013.
Viene candidato dalla coalizione di centrosinistra alla Camera, nel collegio uninominale di Prato. Tuttavia, raccoglie il 33,04% dei consensi, contro il 34,60% del candidato del centrodestra Giorgio Silli, e non viene eletto neanche nei quattro collegi plurinominali della circoscrizione Lombardia 1 di cui è capolista, dato che +Europa ottiene il 2,56% a livello nazionale e non supera la soglia di sbarramento.
Il 14 luglio è eletto coordinatore ad interim di +Europa; ad agosto seguente lancia, insieme alla leader Bonino e al vicesegretario Tabacci l'apertura del movimento al tesseramento popolare, onde trasformarlo da cartello elettorale a soggetto politico, previa celebrazione di un congresso a gennaio 2019.
Il 27 gennaio 2019 viene eletto segretario nazionale di +Europa con il 55% dei consensi.
Alle elezioni europee del 2019 viene candidato nella circoscrizione Italia nord-occidentale per +Europa: raccoglie 13.459 voti risultando il primo della lista, ma il partito non supera il quorum del 4%, rimanendo escluso dalla distribuzione dei seggi.
Il 24 febbraio 2021 viene nominato sottosegretario al Ministro degli Esteri nel Governo Draghi in quota +Europa.
Il 14 marzo seguente, mentre Emma Bonino lascia il partito, Della Vedova si dimette da segretario di +Europa in seguito ad un mancato accordo in Assemblea per la celebrazione del prossimo Congresso; nel contempo annuncia la propria ricandidatura alla carica.
Il 18 luglio 2021, in seguito al Congresso, viene eletto nuovamente Segretario del partito.

### Rielezione alla Camera
Alle elezioni politiche anticipate del 2022 viene ricandidato alla Camera sia nel collegio uninominale Lombardia 1 - 09 (Milano - Buenos Aires - Venezia), sostenuto dalla coalizione di centro-sinistra, che tra le liste di +Europa nei collegi plurinominali Lombardia 1 - 01, Veneto 2 - 01 e Veneto 2 - 02 come capolista, Toscana - 03 in terza posizione e Lombardia 3 - 02 in quarta posizione, venendo rieletto deputato nell'uninominale col 37,85% dei voti e superando il principale candidato del centro-destra Giulio Tremonti (30,37%). Nella XIX legislatura è componente della 3ª Commissione Affari esteri e comunitari e della Giunta delle elezioni, segretario dell'ufficio di presidenza della Camera e membro del Comitato per la comunicazione e l'informazione esterna.
Aderisce alla componente +Europa del gruppo misto nella XIX legislatura.

## Incarichi parlamentari

### Camera dei deputati
XV legislatura, membro:
- VI Commissione Finanze
dal 6 giugno 2006 al 28 aprile 2008

XVI legislatura, membro:
- Commissione speciale per i disegni di legge di conversione di decreti-legge dal 7 maggio 2008 al 4 giugno 2008
- Commissione per la semplificazione
dal 4 giugno 2008 al 14 marzo 2013
- X Commissione Attività Produttive
dal 21 maggio 2008 all'8 settembre 2010
- XIII Commissione Agricoltura
dall'8 settembre 2010 al 20 dicembre 2010
- VI Commissione Finanze
dal 6 luglio 2011 al 14 marzo 2013
- Conferenza dei Capigruppo
dal 28 febbraio 2011 al 14 marzo 2013

V legislatura, membro:
- Commissione per i problemi economici e monetari dal 21 luglio 1999 al 14 gennaio 2002; dal 17 gennaio 2002 al 19 luglio 2004
- Delegazione per le relazioni con i paesi dell'Asia del Sud e l'Associazione per la cooperazione regionale dell'Asia del Sud dal 7 febbraio 2002 al 19 luglio 2004

## Posizioni politiche
Le sue idee politiche ed economiche si avvicinano molto al liberalismo classico e al liberismo della scuola di Chicago (Milton Friedman) e della scuola austriaca; in politica estera è un convinto atlantista ed europeista. Della Vedova ha espresso ammirazione per le personalità politiche di Ronald Reagan e Margaret Thatcher.
Ha appoggiato proposte per eutanasia, droghe leggere, prostituzione e matrimoni e adozioni omosessuali. È un sostenitore della totale laicità dello Stato. È in favore del libero scambio e delle liberalizzazioni. In materia fiscale, antepone il controllo della spesa pubblica e del debito alla spesa in deficit.
Nella XVII legislatura, promuove la costituzione di un intergruppo parlamentare per la legalizzazione della cannabis a cui aderiscono oltre 100 parlamentari (gran parte dei quali appartenenti a PD, M5S e SEL) e la cui proposta di legge presentata alla Camera dei deputati nel luglio del 2015 ottiene le firme di oltre 200 parlamentari, tra cui Ileana Argentin, Alberto Airola, Giuseppe Civati, Vincenzo D'Anna, Loredana De Petris, Daniele Farina, Stefano Fassina, Vittorio Ferraresi, Roberto Giachetti, Luigi Manconi, Antonio Martino, Luca Pastorino, Ermete Realacci, Nico Stumpo, Pierpaolo Vargiu. Per conto dell'integruppo, il 28 aprile 2015 incontra a New York Ethan Nadelmann, direttore della Drug Policy Alliance.